# San Francisco Temetzontla
San Francisco Temetzontla är en ort i Mexiko.   Den ligger i kommunen Panotla och delstaten Tlaxcala, i den sydöstra delen av landet, 90 km öster om huvudstaden Mexico City. San Francisco Temetzontla ligger 2 574 meter över havet och antalet invånare är 2 260.
Terrängen runt San Francisco Temetzontla är varierad. San Francisco Temetzontla ligger uppe på en höjd. Runt San Francisco Temetzontla är det ganska tätbefolkat, med 155 invånare per kvadratkilometer. Närmaste större samhälle är Tlaxcala de Xicohtencatl, 9,9 km öster om San Francisco Temetzontla. I omgivningarna runt San Francisco Temetzontla växer huvudsakligen savannskog.